# 노아이디

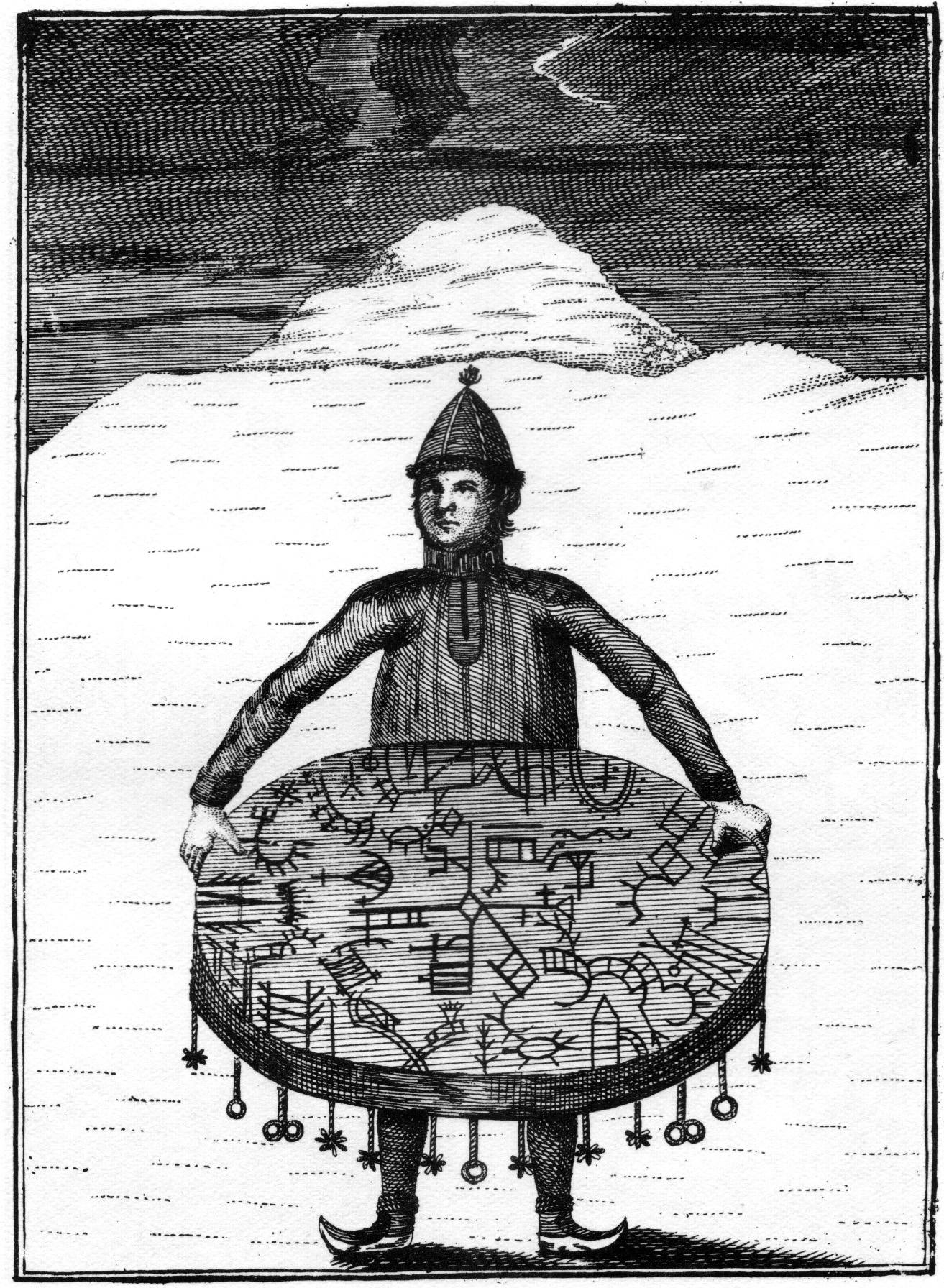

노아이디(북부 사미어: noaidi, 룰레 사미어: noajdde, 스콜트 사미어: nåejttie, 언어 오류(sjt): niojte, 킬딘 사미어: noojd, 피테 사미어: nåjjde)는 사미족의 샤먼으로, 사미 전통종교에서 중요한 역할을 했다. 노아이디 관습은 17세기에 기독교 및 국왕의 권위에 저항했기 때문에 대부분 맥이 끊겼다. 당대 기독교 측은 노아이디 샤머니즘을 "마술" 또는 "요술"로 취급했다.  사미족의 샤머니즘의 신앙과 실천은 일부 시베리아 문화와 유사성이 있었다.

## 같이 보기
- 세이드
- 티에태얘